# Playoffs de la ABA de 1969
Los Playoffs de la ABA de 1969 supusieron la culminación de la temporada 1968-69 de la ABA, la segunda de su historia. Los campeones fueron los Oakland Oaks, que derrotaron en las Finales a Indiana Pacers por 4 victorias a 1.
Los Oaks ganaron el campeonato tras acabar la temporada regular con el mejor balance de la liga, con 60 victorias y 18 derrotas, un 76,9%. Este resultado fue el mejor de la historia de la liga hasta que los Kentucky Colonels lo superaran en la temporada 1971-72, con 68 victorias y 16 derrotas (81,0%), que no fue nunca superado.
Al igual que los Pittsburgh Pipers el año anterior, los Oaks cambiaron de sede en la temporada siguiente, cruzando todo el país para convertirse en los Washington Caps en la temporada 1969-70.
Warren Jabali, de los Oakland Oaks, fue elegido MVP de los playoffs.

## Equipos clasificados

### División Este
1. Indiana Pacers
2. Miami Floridians
3. Kentucky Colonels
4. Minnesota Pipers

### División Oeste
1. Oakland Oaks
2. New Orleans Buccaneers
3. Denver Rockets
4. Dallas Chaparrals

## Tabla
|  | Semifinales de División | Semifinales de División | Semifinales de División |                  |   | Finales de División | Finales de División | Finales de División |  |    | Finales de la ABA | Finales de la ABA | Finales de la ABA |  |
|  |                         |                         |                         |                  |   |                     |                     |                     |  |    |                   |                   |                   |  |
|  |                         |                         |                         |                  |   |                     |                     |                     |  |    |                   |                   |                   |  |
|  | 1                       | Oakland Oaks            | 4                       |                  |   |                     |                     |                     |  |    |                   |                   |                   |  |
|  | 1                       | Oakland Oaks            | 4                       |                  |   |                     |                     |                     |  |    |                   |                   |                   |  |
|  | 3                       | Denver Rockets          | 3                       |                  |   |                     |                     |                     |  |    |                   |                   |                   |  |
|  | 3                       | Denver Rockets          | 3                       |                  | 1 | Oakland Oaks        | 4                   |                     |  |    |                   |                   |                   |  |
|  | División Oeste          |                         |                         |                  | 1 | Oakland Oaks        | 4                   |                     |  |    |                   |                   |                   |  |
|  |                         |                         | 2                       | New Orleans Bucs | 0 |                     |                     |                     |  |    |                   |                   |                   |  |
|  | 4                       | Dallas Chaparrals       | 2                       | New Orleans Bucs | 0 | 3                   |                     |                     |  |    |                   |                   |                   |  |
|  | 4                       | Dallas Chaparrals       |                         |                  |   |                     |                     |                     |  |    |                   |                   |                   |  |
|  | 2                       | New Orleans Bucs        | 4                       |                  |   |                     |                     |                     |  |    |                   |                   |                   |  |
|  | 2                       | New Orleans Bucs        | 4                       |                  |   |                     |                     |                     |  | W1 | Oakland Oaks      | 4                 |                   |  |
|  |                         |                         |                         |                  |   |                     |                     |                     |  | W1 | Oakland Oaks      | 4                 |                   |  |
|  |                         |                         | E1                      | Indiana Pacers   | 1 |                     |                     |                     |  |    |                   |                   |                   |  |
|  | 1                       | Indiana Pacers          | E1                      | Indiana Pacers   | 1 | 4                   |                     |                     |  |    |                   |                   |                   |  |
|  | 1                       | Indiana Pacers          |                         |                  |   |                     |                     |                     |  |    |                   |                   |                   |  |
|  | 3                       | Kentucky Colonels       | 3                       |                  |   |                     |                     |                     |  |    |                   |                   |                   |  |
|  | 3                       | Kentucky Colonels       | 3                       |                  | 1 | Indiana Pacers      | 4                   |                     |  |    |                   |                   |                   |  |
|  | División Este           |                         |                         |                  | 1 | Indiana Pacers      | 4                   |                     |  |    |                   |                   |                   |  |
|  |                         |                         | 2                       | Miami Floridians | 1 |                     |                     |                     |  |    |                   |                   |                   |  |
|  | 4                       | Minnesota Pipers        | 2                       | Miami Floridians | 1 | 3                   |                     |                     |  |    |                   |                   |                   |  |
|  | 4                       | Minnesota Pipers        |                         |                  |   |                     |                     |                     |  |    |                   |                   |                   |  |
|  | 2                       | Miami Floridians        | 4                       |                  |   |                     |                     |                     |  |    |                   |                   |                   |  |
|  | 2                       | Miami Floridians        | 4                       |                  |   |                     |                     |                     |  |    |                   |                   |                   |  |
|  |                         |                         |                         |                  |   |                     |                     |                     |  |    |                   |                   |                   |  |